# Temporada 1982-83 de los New York Knicks
La temporada 1982-83 fue la trigésimo séptima de los New York Knicks en la NBA. La temporada regular acabó con 44 victorias y 38 derrotas, ocupando el quinto puesto de la conferencia, clasificándose para los playoffs, en los que cayeron en las semifinales de la Conferencia Este ante los Philadelphia 76ers.

## Elecciones en elDraft
| Ronda | Puesto | Jugador        | Posición  | Nacionalidad   | Universidad |
| ----- | ------ | -------------- | --------- | -------------- | ----------- |
| 1     | 6      | Trent Tucker   | Escolta   | Estados Unidos | Minnesota   |
| 2     | 29     | Scott Hastings | Ala-Pívot | Estados Unidos | Arkansas    |
| 2     | 34     | Vince Taylor   | Escolta   | Estados Unidos | Duke        |

## Temporada regular
| División Atlántico   | División Atlántico | División Atlántico | División Atlántico | División Atlántico | División Atlántico | División Atlántico | División Atlántico | División Atlántico |
| Equipo               | G                  | P                  | %                  | PD                 | Casa               | Fuera              | Div                |                    |
| -------------------- | ------------------ | ------------------ | ------------------ | ------------------ | ------------------ | ------------------ | ------------------ | ------------------ |
| y-Philadelphia 76ers | 65                 | 17                 | .793               | –                  | 35–6               | 30–11              | 15–9               |                    |
| x-Boston Celtics     | 56                 | 26                 | .683               | 9                  | 33–8               | 23–18              | 14–10              |                    |
| x-New Jersey Nets    | 49                 | 33                 | .598               | 16                 | 30–11              | 19–22              | 11–13              |                    |
| x-New York Knicks    | 44                 | 38                 | .537               | 21                 | 26–15              | 18–23              | 10–14              |                    |
| Washington Bullets   | 42                 | 40                 | .512               | 23                 | 27–14              | 15–26              | 10–14              |                    |

## Playoffs

### Primera ronda
New Jersey Nets vs. New York Knicks 
| Fecha       | Partido                                  | Ciudad          |
| ----------- | ---------------------------------------- | --------------- |
| 20 de abril | New Jersey Nets 107, New York Knicks 118 | East Rutherford |
| 21 de abril | New York Knicks 105, New Jersey Nets 99  | Nueva York      |
|             | New York Knicks gana las series 2-0      |                 |

### Semifinales de Conferencia
Philadelphia 76ers vs. New York Knicks 
| Fecha       | Partido                                     | Ciudad     |
| ----------- | ------------------------------------------- | ---------- |
| 24 de abril | Philadelphia 76ers 112, New York Knicks 102 | Filadelfia |
| 27 de abril | Philadelphia 76ers 98, New York Knicks 91   | Filadelfia |
| 30 de abril | New York Knicks 105, Philadelphia 76ers 107 | Nueva York |
| 1 de mayo   | New York Knicks 102, Philadelphia 76ers 105 | Nueva York |
|             | Philadelphia 76ers gana las series 4-0      |            |

## Estadísticas
| Rk | Jugador         | Edad | P  | PT | MP   | TC  | TCI  | %TC  | T3  | T3I | %T3  | TL  | TLI | %TL  | RO  | RD  | RT  | AS  | RB  | TAP | BP  | FP  | PTS  |
| -- | --------------- | ---- | -- | -- | ---- | --- | ---- | ---- | --- | --- | ---- | --- | --- | ---- | --- | --- | --- | --- | --- | --- | --- | --- | ---- |
| 1  | Bernard King    | 26   | 68 | 68 | 32.5 | 8.9 | 16.8 | .528 | 0.0 | 0.1 | .000 | 4.1 | 5.7 | .722 | 1.5 | 3.3 | 4.8 | 2.9 | 1.3 | 0.2 | 2.9 | 3.4 | 21.9 |
| 2  | Bill Cartwright | 25   | 82 | 82 | 30.1 | 5.5 | 9.8  | .566 | 0.0 | 0.0 |      | 4.6 | 6.2 | .744 | 2.3 | 4.9 | 7.2 | 1.7 | 0.5 | 1.5 | 2.5 | 3.8 | 15.7 |
| 3  | Truck Robinson  | 31   | 81 | 76 | 30.0 | 4.0 | 8.7  | .462 | 0.0 | 0.0 |      | 1.5 | 2.5 | .587 | 2.5 | 5.7 | 8.1 | 1.8 | 0.7 | 0.3 | 2.3 | 3.0 | 9.5  |
| 4  | Rory Sparrow    | 24   | 32 | 9  | 27.5 | 4.0 | 9.3  | .430 | 0.1 | 0.2 | .286 | 2.0 | 2.7 | .733 | 0.7 | 2.1 | 2.8 | 5.0 | 1.2 | 0.1 | 2.2 | 2.9 | 10.0 |
| 5  | Ed Sherod       | 23   | 64 | 37 | 25.4 | 2.7 | 6.6  | .406 | 0.0 | 0.2 | .077 | 0.8 | 1.3 | .650 | 0.7 | 1.7 | 2.3 | 4.9 | 1.5 | 0.2 | 1.6 | 1.8 | 6.2  |
| 6  | Paul Westphal   | 32   | 80 | 59 | 24.7 | 4.0 | 8.7  | .459 | 0.2 | 0.6 | .292 | 1.9 | 2.3 | .804 | 0.2 | 1.2 | 1.4 | 5.5 | 1.1 | 0.2 | 2.5 | 2.3 | 10.0 |
| 7  | Trent Tucker    | 23   | 78 | 59 | 23.5 | 3.8 | 8.3  | .462 | 0.2 | 0.4 | .467 | 0.6 | 0.8 | .672 | 1.0 | 1.8 | 2.8 | 2.5 | 0.7 | 0.1 | 0.9 | 3.0 | 8.4  |
| 8  | Sly Williams    | 25   | 68 | 6  | 20.4 | 4.6 | 9.5  | .485 | 0.0 | 0.3 | .105 | 2.6 | 3.8 | .680 | 1.4 | 2.9 | 4.3 | 2.0 | 1.1 | 0.0 | 2.0 | 2.4 | 11.9 |
| 9  | Louis Orr       | 24   | 82 | 14 | 20.3 | 3.3 | 7.2  | .462 | 0.0 | 0.0 | .000 | 1.7 | 2.1 | .800 | 1.1 | 1.6 | 2.8 | 1.1 | 0.8 | 0.3 | 1.1 | 1.6 | 8.4  |
| 10 | Ernie Grunfeld  | 27   | 77 | 0  | 18.5 | 2.2 | 4.9  | .443 | 0.0 | 0.1 | .000 | 1.1 | 1.3 | .827 | 0.5 | 1.6 | 2.1 | 1.8 | 0.5 | 0.1 | 1.1 | 2.2 | 5.4  |
| 11 | Marvin Webster  | 30   | 82 | 0  | 18.0 | 2.0 | 4.0  | .508 | 0.0 | 0.0 | .000 | 1.3 | 2.2 | .589 | 2.1 | 3.3 | 5.4 | 0.6 | 0.4 | 1.6 | 1.2 | 2.6 | 5.4  |
| 12 | Vince Taylor    | 22   | 31 | 0  | 10.4 | 1.2 | 3.3  | .363 | 0.0 | 0.0 |      | 0.7 | 1.0 | .656 | 0.6 | 0.5 | 1.2 | 1.3 | 0.6 | 0.1 | 1.0 | 1.7 | 3.1  |
| 13 | Scott Hastings  | 22   | 21 | 0  | 4.7  | 0.4 | 1.0  | .364 | 0.0 | 0.0 | .000 | 0.3 | 0.7 | .500 | 0.5 | 1.0 | 1.5 | 0.0 | 0.2 | 0.0 | 0.3 | 1.5 | 1.1  |
| 14 | Mike Davis      | 26   | 8  | 0  | 3.5  | 0.5 | 1.3  | .400 | 0.0 | 0.0 |      | 0.8 | 1.3 | .600 | 0.4 | 0.9 | 1.3 | 0.0 | 0.0 | 0.5 | 0.0 | 0.5 | 1.8  |